# Kabinet-Goblet
Het Kabinet Goblet was een Frans kabinet van 16 december 1886 tot 30 mei 1887. De premier was René Goblet.

## Kabinet-Goblet (16 december1886-30 mei1887)
- René Goblet – President van de Raad (premier), minister van Binnenlandse Zaken en Kerkelijke Zaken
- Émile Flourens – Minister van Buitenlandse Zaken
- Georges Boulanger – Minister van Defensie
- Albert Dauphin – Minister van Financiën
- Ferdinand Sarrien – Minister van Justitie en Grootzegelbewaarder
- Théophile Aube – Minister van Marine en Koloniën
- Marcellin Berthelot – Minister van Onderwijs en Schone Kunsten
- Jules Develle – Minister van Landbouw
- Édouard Millaud – Minister van Openbare Werken
- Félix Granet – Minister van Posterijen en Telegrafie
- Édouard Locroy – Minister van Handel en Industrie